# Österreichische Bundesbahnen
Österreichische Bundesbahnen (ÖBB, od utworzenia do 1947 Bundesbahnen Österreichs, BBÖ) – austriackie państwowe i zarazem największe w kraju przedsiębiorstwo kolejowe, utworzone w 1923 r. Zarządza również siecią kolejową w Liechtensteinie.
Siedziba przedsiębiorstwa znajduje się w Wiedniu. Zarządza około 5700 km torów (57% zelektryfikowanych) i zatrudnia około 44 tys. osób.
Z usług ÖBB korzysta około 436 mln pasażerów rocznie.

## Historia

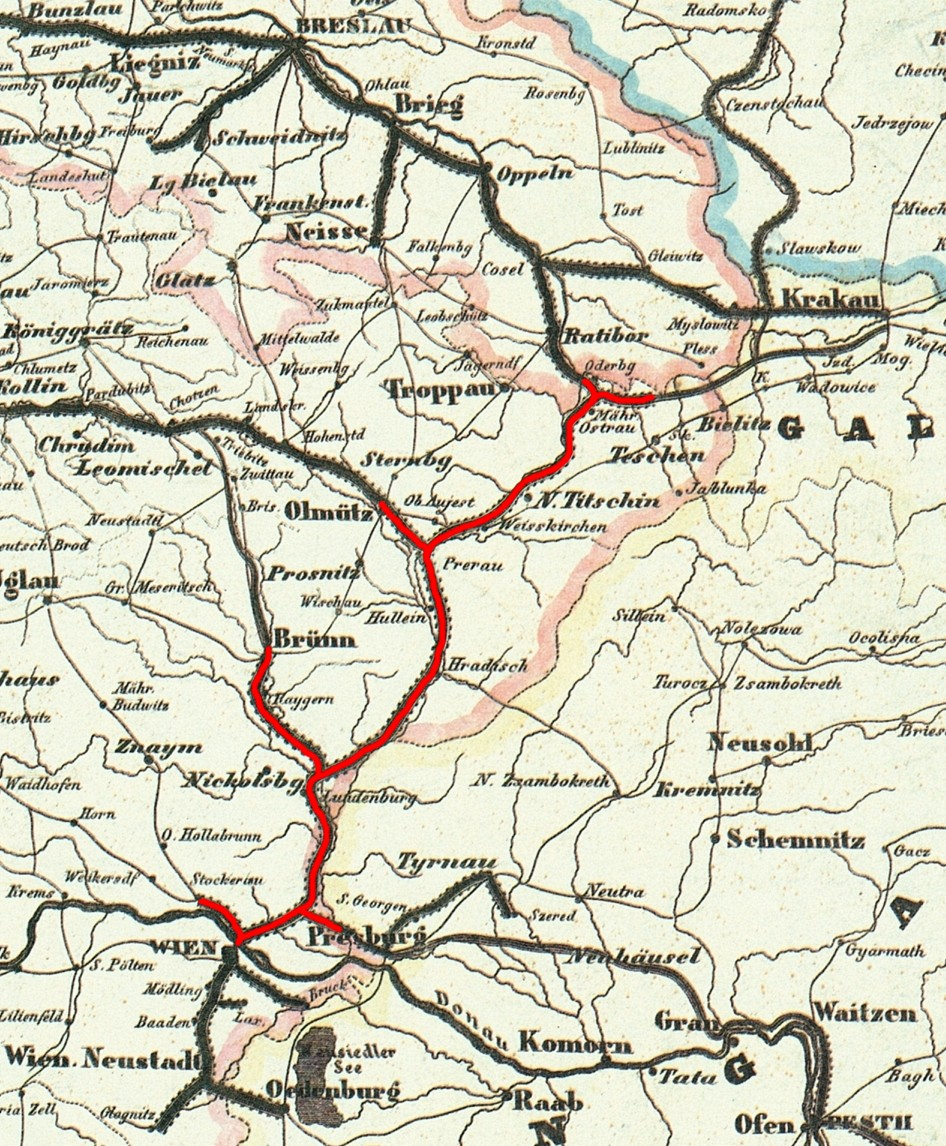
Mapa przedstawiająca trasę Kolei Północnej

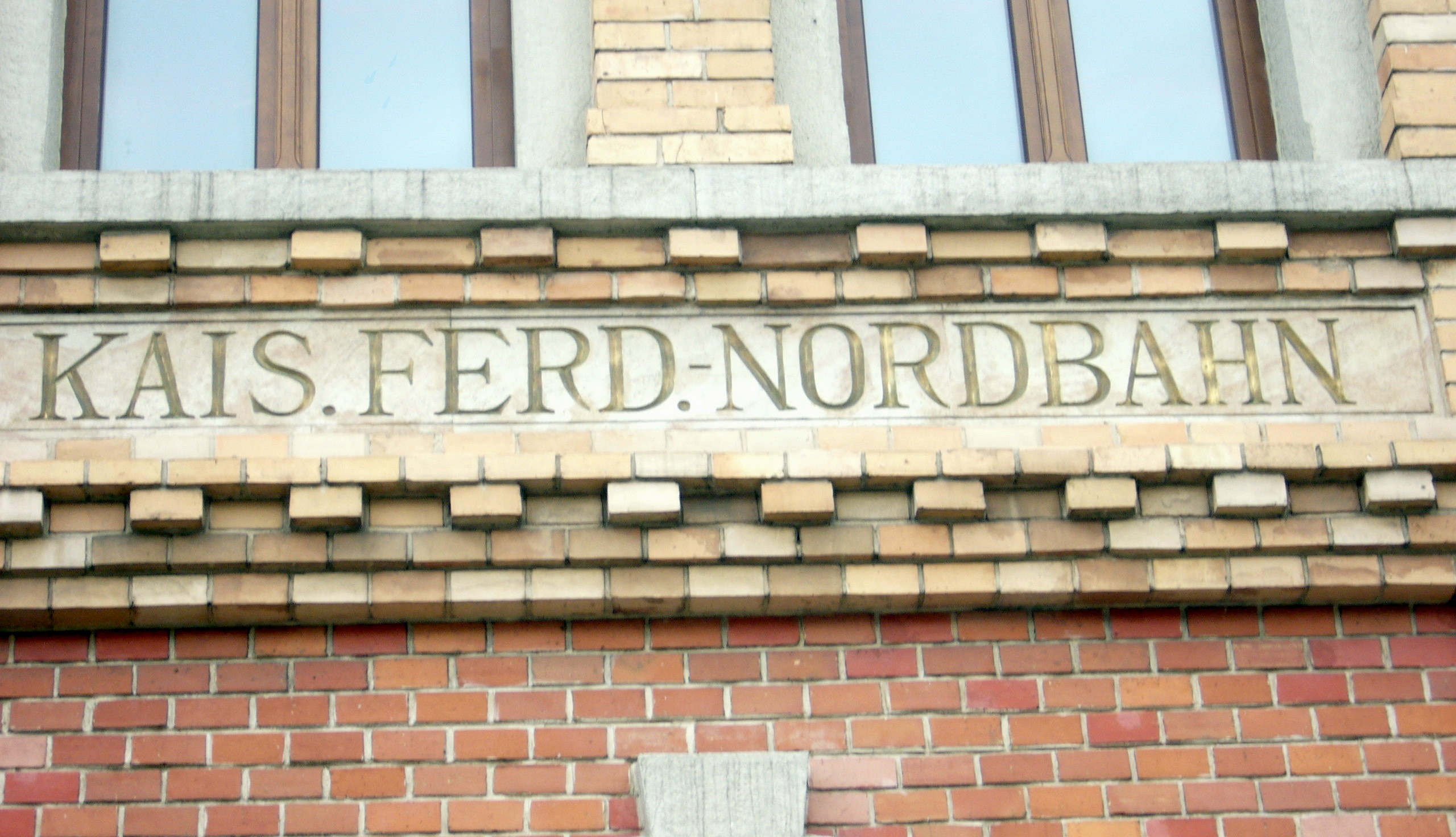
Napis „Kaiser-Ferdinand-Nordbahn” na fasadzie dworca Bielsko-Biała Główna

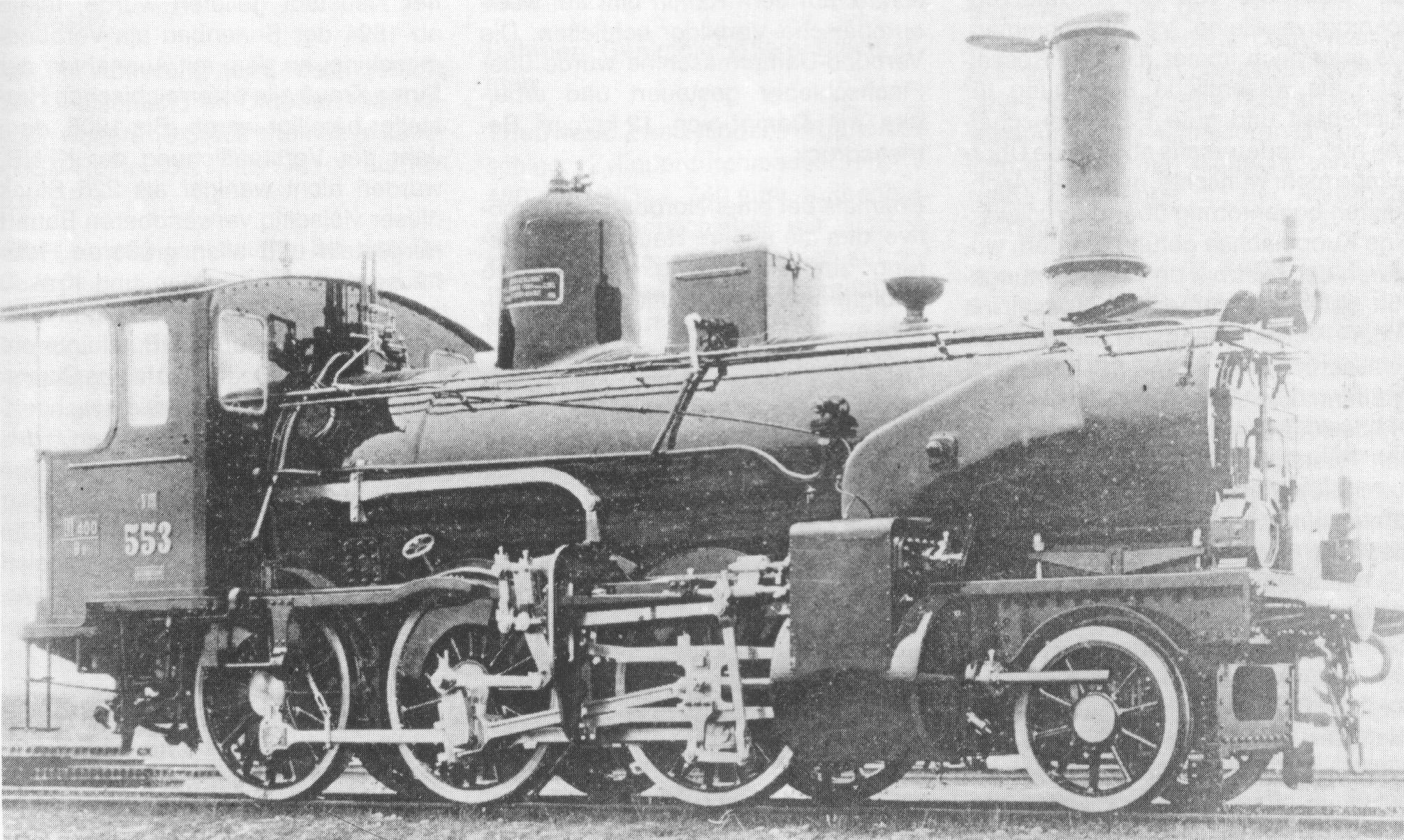
Lokomotywa KFNB

Logo ÖBB w latach 1974–2004

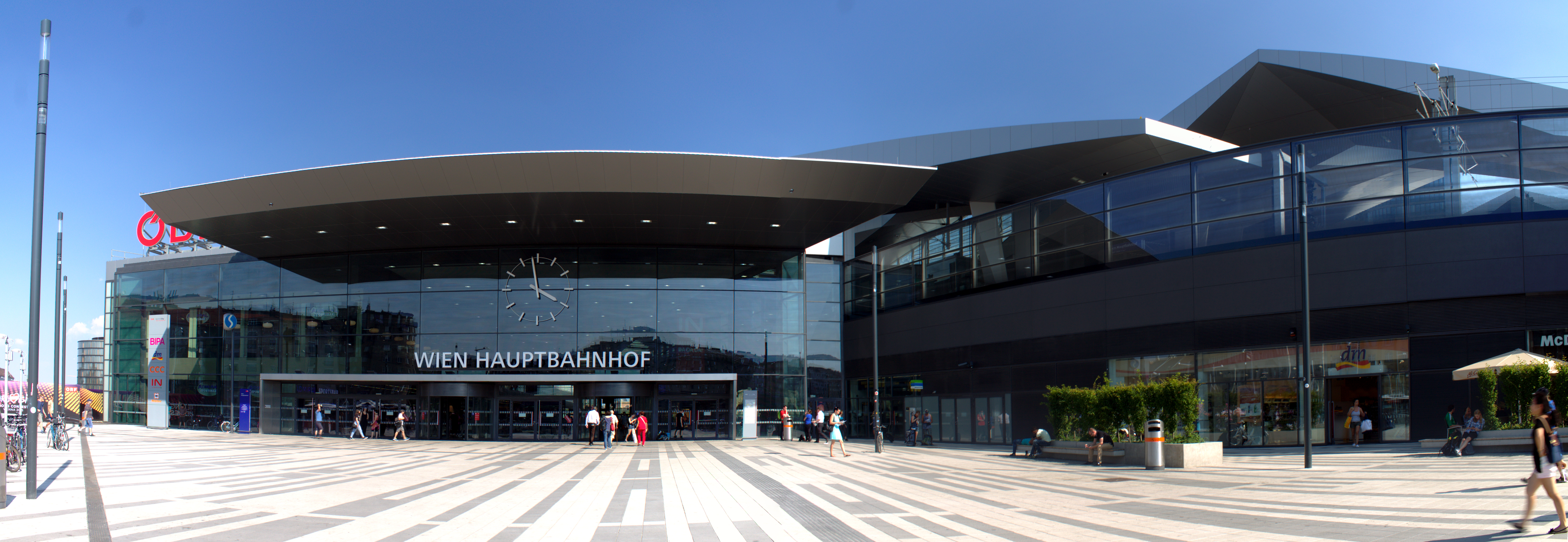
Gmach oddanego w 2014 roku dworca Wien Hauptbahnhof

Pierwsze linie kolejowe na terenie Austrii powstawały przy pomocy kapitału prywatnego w czasach Franciszka Józefa I. 1832 rok to data narodzin kolei na terenie Austro-Węgier – wtedy oddano do użytku linię kolejową na trasie Linz – Czeskie Budziejowice. Nie była to jednak trakcja parowa, lecz konna. Pierwsza państwowa kolej parowa została uruchomiona w 1837 roku jako „Kaiser-Ferdinand-Nordbahn” na trasie Floridsdorf – Wagram. Docelowo, w 1898 roku połączyła ona Wiedeń z Krakowem przez Brzecław, Przerów, Lipník nad Bečvou, Ostrawę, Bogumin. Powstała także odnoga do Bielska. Eksploatacją linii zajmowały się Cesarsko-Królewskie Koleje Państwowe (niem. kaiserlich-königliche Staatsbahnen, kkStB). Na linii północnej wprowadzono także pierwsze w Europie nocne połączenia kolejowe. W 1848 roku, po otwarciu Kolei Warszawsko-Wiedeńskiej i oddaniu do użytku mostu na Odrze pomiędzy Annaberg (dzisiejsze Chałupki) w Prusach, a Oderberg (Bogumin) w Austrii, można było dostać się pociągiem z Warszawy do Wiednia. Podróż ta wymagała jednak czterech przesiadek – w Szczakowej, Mysłowicach, Koźlu i Chałupkach.
W 1841 roku znaczną część udziału w rynku kolejowym w Austrii przejęła nowo powstała Generalna Dyrekcja Kolei Państwowych (niem. Generaldirektion der Staatseisenbahnen). W 1842 roku oddano do użytku (po 3 latach budowy) linię kolejową Wiedeń – Gloggnitz. W 1854 roku ze względu na niedobory finansowe budowa kolei została z powrotem oddana kapitałowi prywatnemu. W ten sposób powstała w 1858 r. Kaiserin Elisabeth-Bahn zarządzająca Koleją Zachodnią Wiedeń – Linz, a także w 1867 r. Südbahn-Gesellschaft zarządzająca nową Linią Południową (Wiedeń – Graz) Na jej trasie znajduje się pierwsza w Europie normalnotorowa (1435 mm) wysokogórska linia kolejowa przez Przełęcz Semmering otwarta w 1854 r. Od 1998 roku znajduje się ona na Liście Światowego Dziedzictwa Unesco.
1873 rok ponownie przyniósł upaństwowienie kolei, wybudowana w latach 1867–1872 Franz-Josefs-Bahn została wykupiona przez państwo, jednak choćby Kolej Południowa pozostała w rękach prywatnych do 1923 r. W 1906 roku oddano do użytku dwie linie kolejowe górskie: Karawankenbahn i Pyhrnbahn, a w 1909 – Tauernbahn. Rozwój kolei po 1914 roku był znikomy ze względu na duże wydatki na zbrojenia.
W 1919 roku w wyniku I wojny światowej Austria utraciła 75% swoich linii kolejowych. W 1923 roku powstał organ zarządzający kolejami państwowymi w postaci Bundesbahn Österreich. W 1938 roku nastąpił Anschluss Austrii, zarządzanie siecią kolejową przejęła Deutsche Reichsbahn. W wyniku działań II wojny światowej zniszczone zostało ok. 40% infrastruktury kolejowej.
W 1947 roku nastąpiła reaktywacja kolei austriackich pod nazwą Österreichische Bundesbahnen (ÖBB). Zaczęto stawiać także duży nacisk na elektryfikację linii kolejowych. W 1962 roku uruchomiona została wiedeńska S-Bahn. Od 1969 roku ÖBB stanowią niezależną państwową spółkę rozliczającą się z państwem każdego roku z wykonanych zadań i budżetu.
Po wejściu Austrii do Unii Europejskiej w 1992 roku następowało stopniowe dostosowanie standardów na kolei do europejskich, zwiększyła się siatka połączeń międzynarodowych. Na przełomie 2004 i 2005 roku ÖBB przeszły reorganizację, powołano do życia ÖBB-Holding AG wraz ze spółkami-córkami odpowiedzialnymi za poszczególne zadania. W 2004 roku zaprezentowano także nowe logo. W 2014 roku otwarty został nowy gmach dworca Wien Hauptbahnhof, który połączył linie docierające dotychczas na dworce czołowe na obrzeżach centrum miasta. Na przełomie lat 2008/2009 wprowadzono do rozkładu jazdy szybkie pociągi Railjet, rozwijające prędkość do 230 km/h. Na lata 2015–2019 zaplanowano kolejną gruntowną wymianę taboru na trasy regionalne i międzymiastowe poprzez zakup 165 pociągów Siemens Desiro ML oraz 300 składów Bombardier Talent 3.

## Spółki zależne
W skład ÖBB-Holding AG (z siedzibą w Wiedniu, Am Hauptbahnhof 2) wchodzą:
- ÖBB-Personenverkehr Aktiengesellschaft(inne języki) – spółka odpowiedzialna za ruch pasażerski (z siedzibą w Wiedniu, Am Hauptbahnhof 2)
  - Österreichische Postbus AG(inne języki) (przewozy autobusowe)
  - ÖBB-Produktion Gesellschaft mbH[b]
  - ÖBB-Technische Services(inne języki)-Gesellschaft mbH[b]
  - Rail Tours Touristik Gesellschaft m.b.H(inne języki)
- Rail Cargo Austria(inne języki) Aktiengesellschaft (RCA AG) – spółka odpowiedzialna za transport towarów i logistykę
  - Rail Cargo Hungaria Zrt. (dawniej MÀV Cargo), transport na terenie Węgier
  - ÖBB-Produktion Gesellschaft mbH[b]
  - ÖBB-Technische Services-Gesellschaft mbH[b]
  - Rail Cargo Logistics – Austria GmbH
- ÖBB-Infrastruktur Aktiengesellschaft(inne języki) – spółka odpowiedzialna za zarządzanie infrastrukturą, utrzymanie i eksploatację linii kolejowych i dworców, inwestycje infrastrukturalne (z siedzibą w Wiedniu, Praterstern 3)
  - ÖBB-Immobilienmanagement Gesellschaft mbH,
  - Mungos Sicher & Sauber GmbH
  - Rail Equipment GmbH

- ÖBB-Business Competence Center GmbH(inne języki)
- ÖBB-Werbung GmbH
- European Contract Logistics- Austria GmbH

## Główne linie kolejowe
W Austrii obowiązuje (nie licząc lokalnych linii wąskotorowych, które najczęściej są w posiadaniu prywatnym) rozstaw szyn 1435 mm, czyli linie normalnotorowe. Austria przez wiele lat była jednym z nielicznych krajów europejskich, w którym obowiązywał lewostronny ruch pociągów, będący pozostałością po monarchii habsburskiej. Obecnie ruch na większości linii prowadzony jest już systemem prawostronnym, czyli takim jaki obowiązuje w większości krajów europejskich. Większość linii kolejowych jest zelektryfikowana, a 97% potrzebnej energii elektrycznej wytwarzana jest w elektrowniach wodnych należących do ÖBB, m.in. w Ötztal, St. Michael, Bergern, Kledering, Auhof. W kraju obowiązuje prąd zmienny 15 kV, 16,7 Hz.

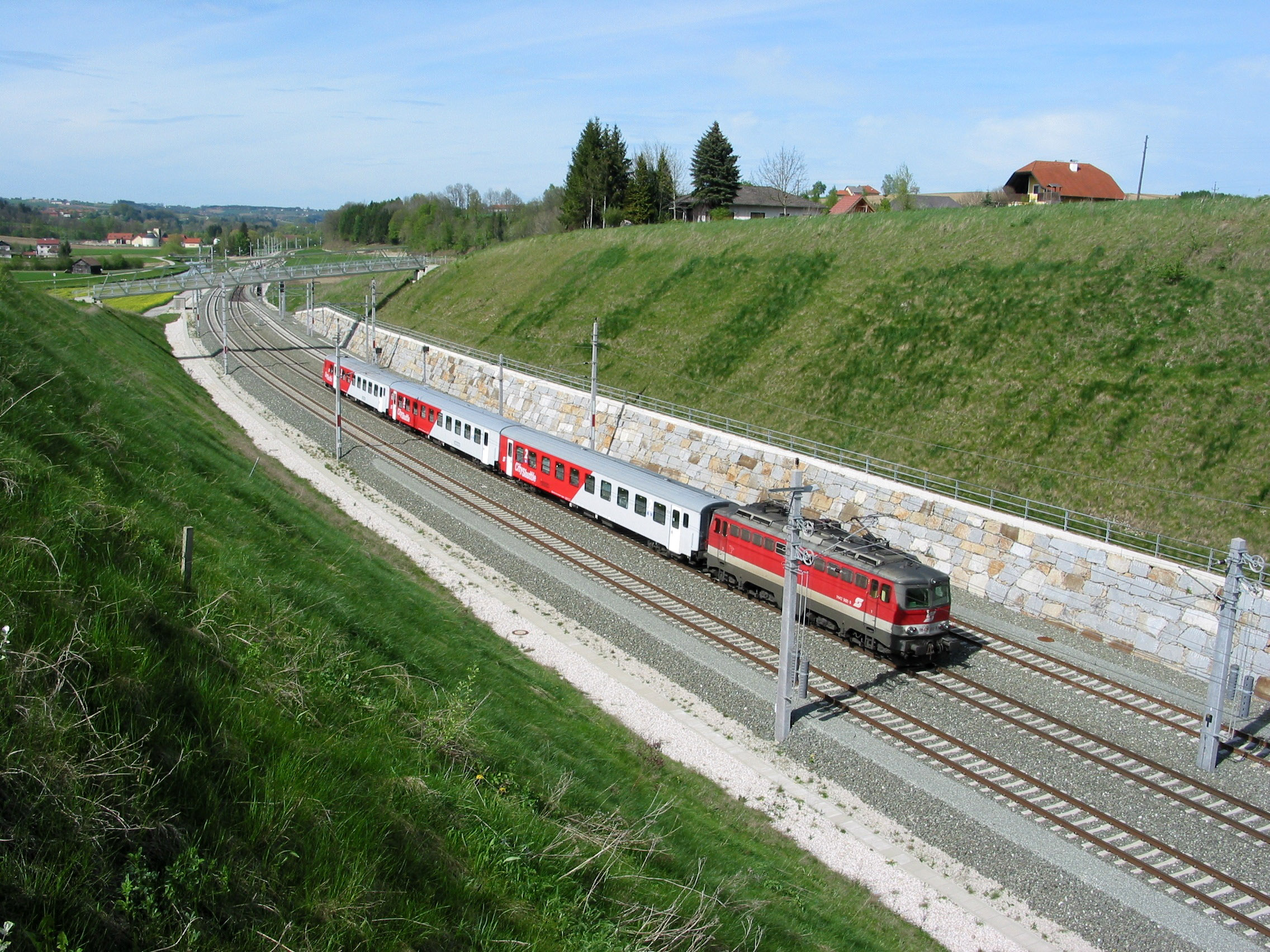
Pociąg na trasie Pyhrnbahn w okolicach Wartberg an der Krems

Główne linie kolejowe na terenie Austrii:
- Westbahn: Wien Westbahnhof – St. Pölten Hbf – Linz Hbf – Salzburg Hbf
  - Odnoga północna: Wels Hbf – Passau Hbf

- Kufstein – Innsbruck Hbf – Lindau Hbf (dalsza część Westbahn, na odcinku Salzburg Hbf – Kufstein pociągi przejeżdżają przez teren Niemiec)  Osobny artykuł: Linia kolejowa Kufstein – Innsbruck.
  - Odnoga: Innsbruck Hbf – Brenner

- Wien Franz-Josefs-Bahnhof – Tulln Hbf – Absdorf-Hippersdorf – Gmünd – Česke Budejovice
- Wien Hbf – Brečlav
- Wien Hbf – Bruck an der Leitha – Hegyeshalom
- Südbahn: Wien Hbf – Wiener Neustadt Hbf – Bruck na der Mur – Klagenfurt Hbf – Villach Hbf – Tarviso Boscoverde
  - Odnoga: Bruck an der Mur – Graz Hbf
- Pyhrnbahn: Linz Hbf – Kirchdorf an der Krems – Selzthal – Leoben Hbf
- Salzburg-Tiroler-Bahn(inne języki): Salzburg Hbf – Bischofshofen – Wörgl Hbf
  - Odnoga: Wörgl Hbf – Villach Hbf

## Tabor[9]

### Lokomotywy

#### Lokomotywy elektryczne
| Seria                           | Producent                        | Liczba sztuk | Lata produkcji | Prędkość maksymalna | Zdjęcie |
| ------------------------------- | -------------------------------- | ------------ | -------------- | ------------------- | ------- |
| ÖBB seria 1016/1116/1216 Taurus | Siemens                          | 393          | 1999-2007      | 230 km/h            |         |
| ÖBB seria 1044/1144             | Siemens, ELIN, Brown Boveri, SGP | 105          | 1976-1995      | 160 km/h            |         |
| ÖBB seria 1042/1142             | Siemens, ELIN, Brown Boveri, SGP | 82           | 1963-1977      | 160 km/h            |         |
| ÖBB seria 1063/1163             | Siemens, ELIN, Brown Boveri, SGP | 2            | 1991-1994      | 80 km/h             |         |

#### Lokomotywy spalinowe
| Seria                   | Producent | Liczba sztuk | Lata produkcji | Prędkość maksymalna | Zdjęcie |
| ----------------------- | --------- | ------------ | -------------- | ------------------- | ------- |
| ÖBB seria 2016 Hercules | Siemens   | 101          | 2002-2004      | 140 km/h            |         |
| ÖBB seria 2143          | SGP       | 3            | 1969           | 100/110 km/h        |         |
| ÖBB seria 2043          | SGP       | 5            |                |                     |         |
| ÖBB seria 2070 Hector   | Vossloh   | 90           | 2000-2004      | 100 km/h            |         |
| ÖBB seria 2068          | Jenbacher |              |                |                     |         |
| ÖBB seria 2080/2081     |           | 1            | 1975           | 80 km/h             |         |

### Elektryczne zespoły trakcyjne
| Seria                           | Producent                  | Liczba sztuk | Lata produkcji | Liczba członów | Prędkość maksymalna | Zdjęcie |
| ------------------------------- | -------------------------- | ------------ | -------------- | -------------- | ------------------- | ------- |
| ÖBB seria 4011 ICE T            | Siemens, Bombardier        | 3            | 1999           | 7              | 230 km/h            |         |
| ÖBB seria 4023/4024/4124 Talent | Bombardier                 | 27           | 2004           | 3/4            | 140 km/h            |         |
| ÖBB seria 4020                  | SGP, Brown Boveri, Siemens | 19           | 1978-1987      | 3              | 120 km/h            |         |
| ÖBB seria 4744/4746 Desiro ML   | Siemens                    | 165          | 2015-          | 3              | 160 km/h            |         |

### Spalinowe zespoły trakcyjne
| Seria                 | Producent | Liczba sztuk | Lata produkcji | Liczba członów | Prędkość maksymalna | Zdjęcie |
| --------------------- | --------- | ------------ | -------------- | -------------- | ------------------- | ------- |
| ÖBB seria 5022 Desiro | Siemens   | 60           | 2003-2008      | 2              | 120 km/h            |         |
| ÖBB seria 5047        | Jenbacher | 7            | 1987-1995      | 1              | 120 km/h            |         |

## Przewozy pasażerskie

### Pociągi dalekobieżne i międzynarodowe

#### EuroCity (EC)
Pociągi dalekobieżne międzynarodowe klasy pod marką EuroCity (EC) są realizowane z innymi europejskimi przewoźnikami kolejowymi, m.in. ČD, DB, czy też PKP Intercity. Do Polski docierają pociągi na trasie Wien Hbf – Warszawa Wschodnia – Gdynia Główna (EC Polonia, Sobieski). Na trasach tych dominują składy wagonowe. W pociągach znajduje się 1. i 2. klasa, wagon restauracyjny lub barowy, obowiązuje rezerwacja miejsc.

#### EuroNight (EN), Nightjet
Pociągi dalekobieżne międzynarodowe marki EuroNight (EN) obsługują połączenia nocne (według nomenklatury ÖBB pociągi te noszą nazwę Nightjet). Są one realizowane składami wagonowymi we współpracy z zagranicznymi przewoźnikami, m.in. DB, SNCF, MAV. Pociągi kursują na trasach z Wiednia m.in. do Włoch, Niemiec oraz na Węgry. Pociągi te są złożone z wagonów sypialnych, kuszetek i sliperetek. Często w składzie znajduje się wagon barowy.

#### Intercity-Express (ICE)
Pociągi Intercity-Express (ICE) są uruchamiane we współpracy z Deutsche Bahn elektrycznymi zespołami trakcyjnymi typu Siemens 4011, które ÖBB odkupiło od DB. Pociągi te kursują na trasach z Wiednia do Niemiec. Składy osiągają maksymalną prędkość 230 km/h. Na pokładzie znajduje się 1. i 2. klasa, wagon barowy. Składy są pomalowane w barwy Deutsche Bahn, jedyną różnicą pomiędzy niemieckimi pociągami jest dodatkowe logo ÖBB.

#### Railjet (RJ)
Pociągi Railjet są marką kolei dużych prędkości na terenie Austrii oraz państw ościennych (Węgier, Czech, Niemiec, Szwajcarii i Włoch). Uruchamiane są od 2009 roku składami typu push-pull ciągniętymi przez lokomotywy Siemens Taurus, które ciągną za sobą wagony trzech klas. W pociągach znajduje się także wagon barowy. ÖBB posiadają 51 składów tego typu w charakterystycznym bordowo-szarym malowaniu, kolejne 16 jednostek należy do Českich Drah w biało-niebieskich barwach przewoźnika. Prędkość konstrukcyjna tych pojazdów wynosi 230 km/h.

#### InterCity (IC)
Pociągi kategorii InterCity są obsługiwane składami wagonowymi. Składają się z 1. i 2. klasy oraz wagonu barowego. Standard wyposażenia nie różni się bardzo od pociągów EuroCity.

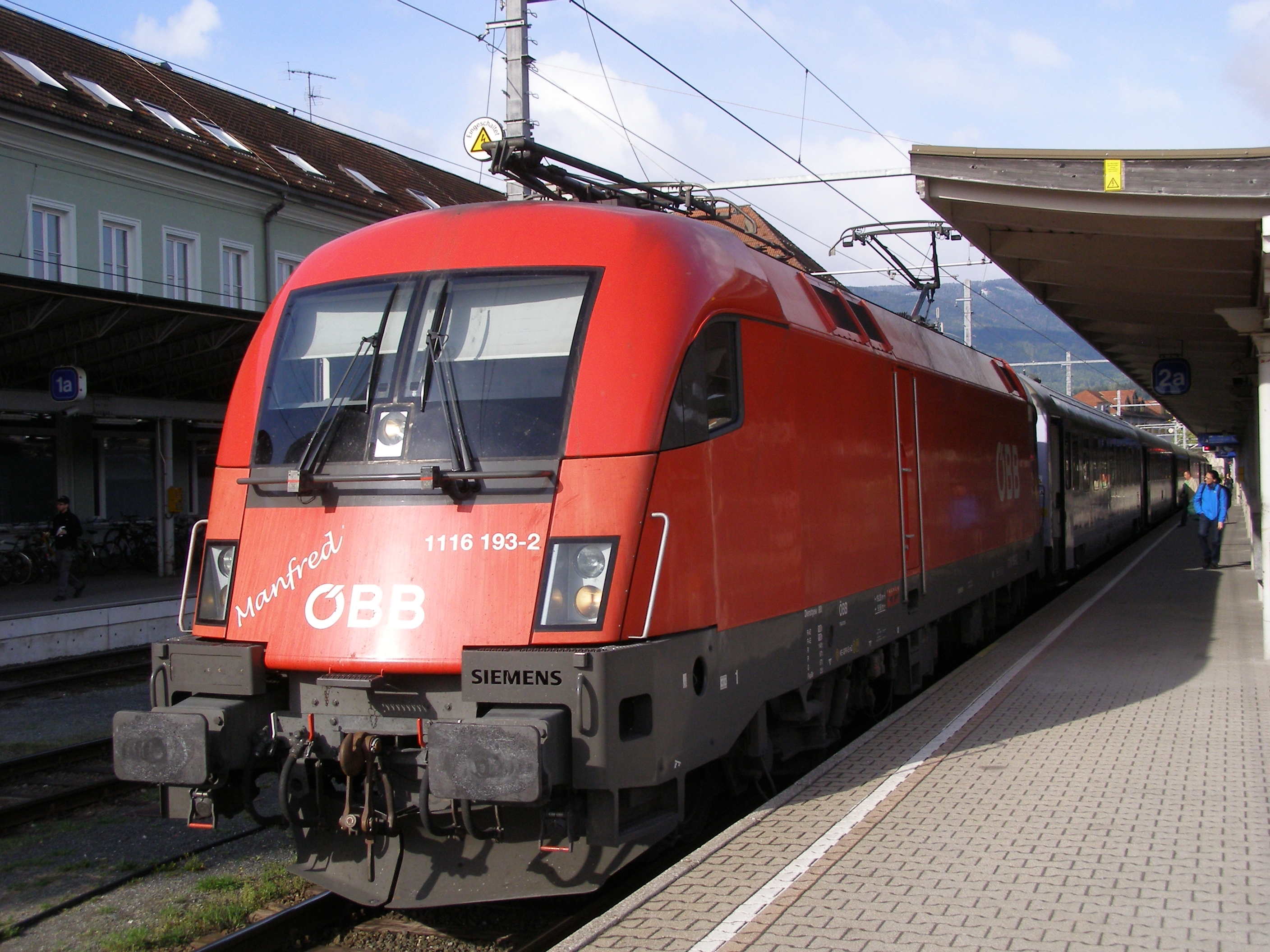
EuroCity Polonia na terenie Austrii
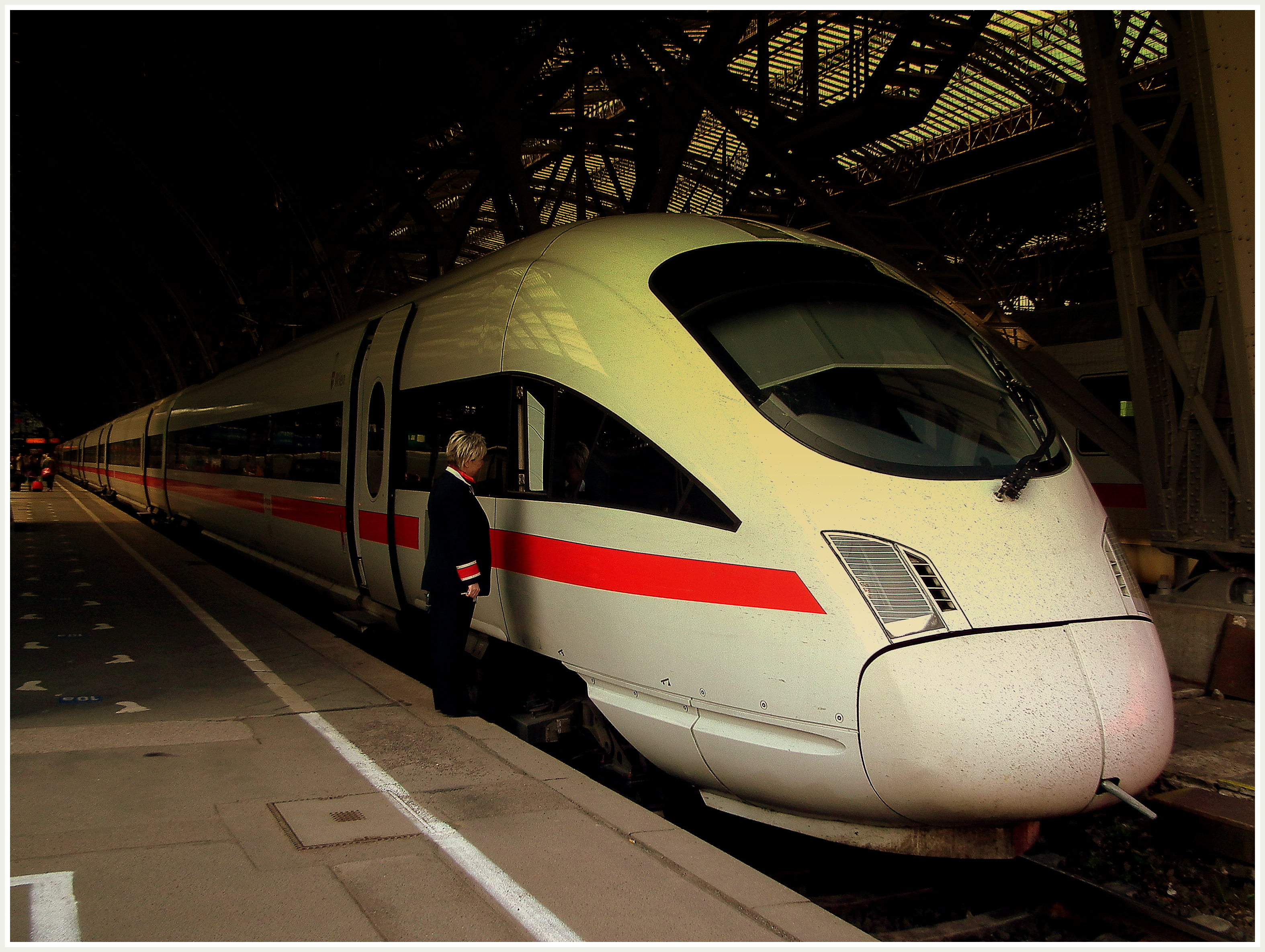
Pociąg ICE-T
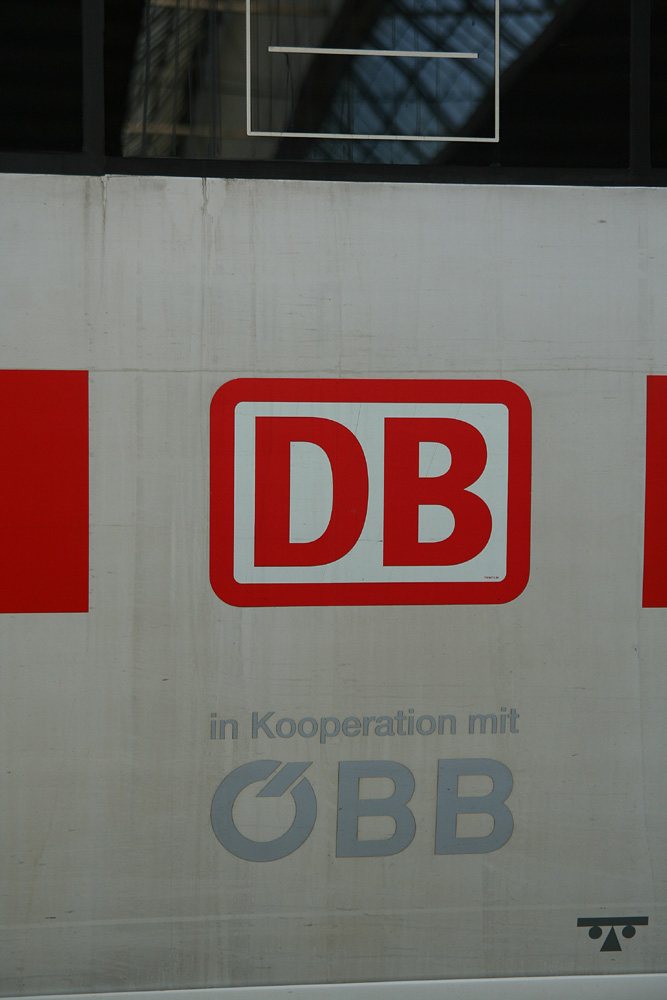
Podwójne oznaczenie przewoźnika w pociągach ICE
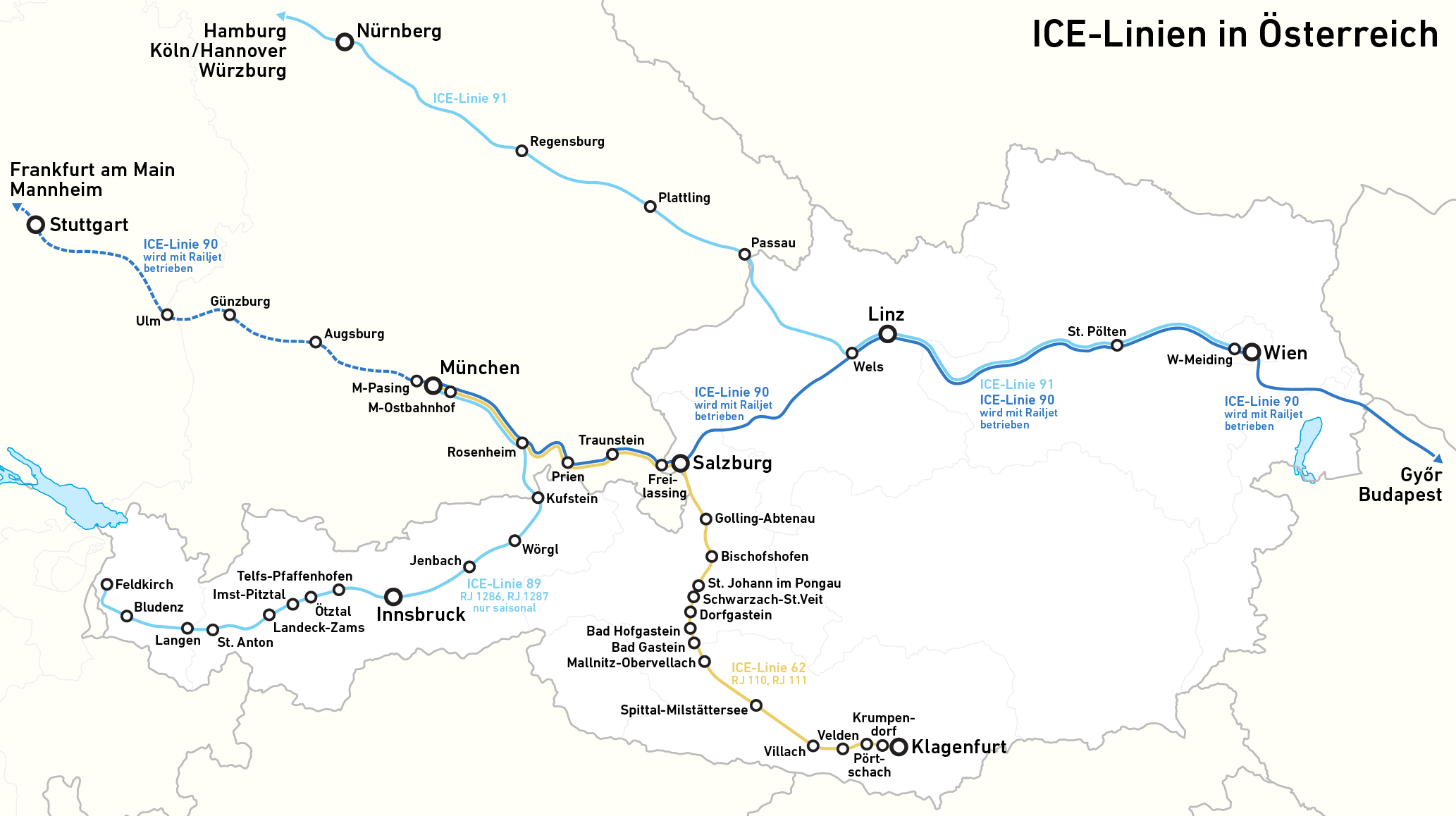
Schemat połączeń ICE na terenie Austrii
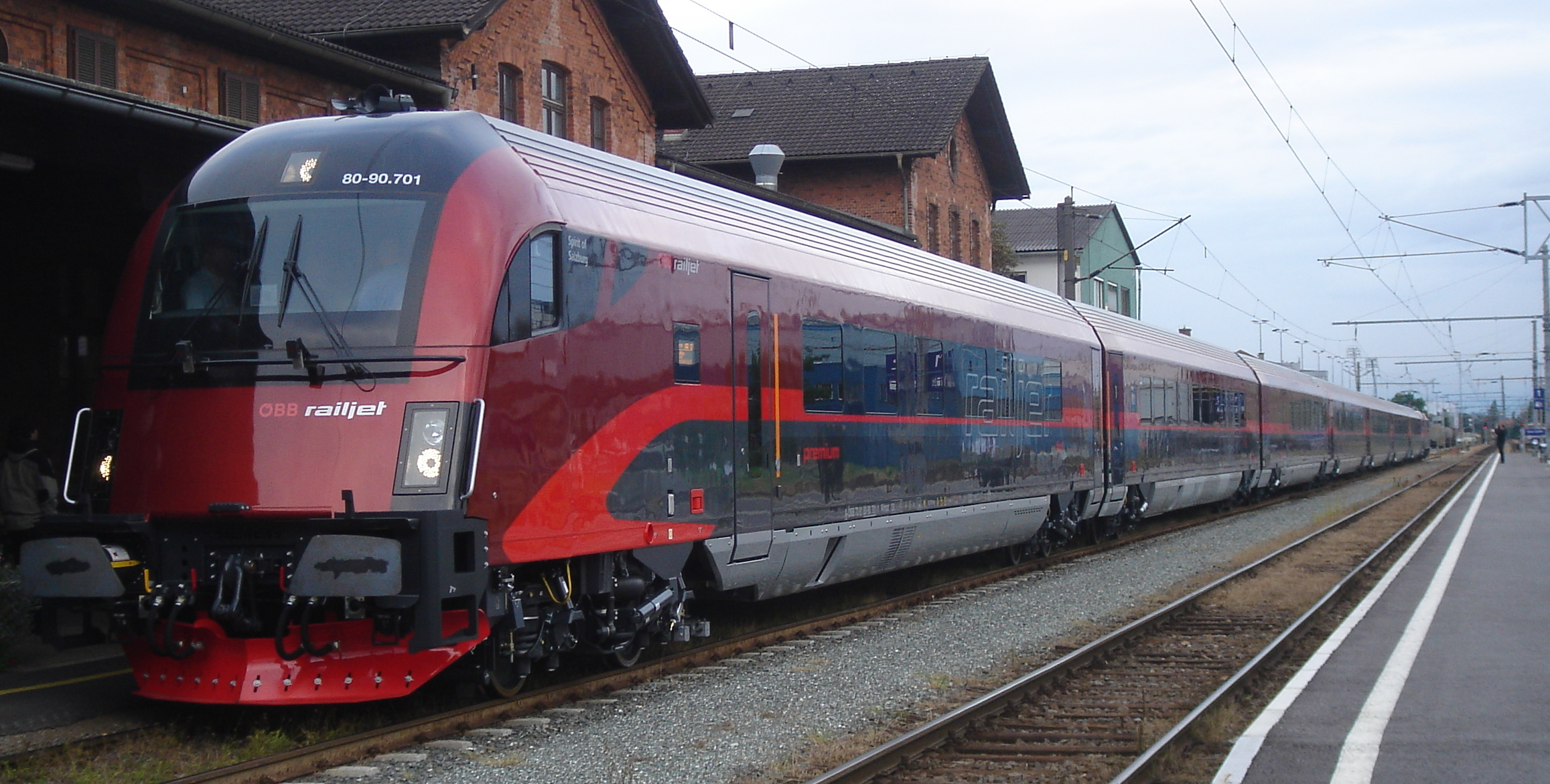
Pociąg Railjet w austriackich barwach
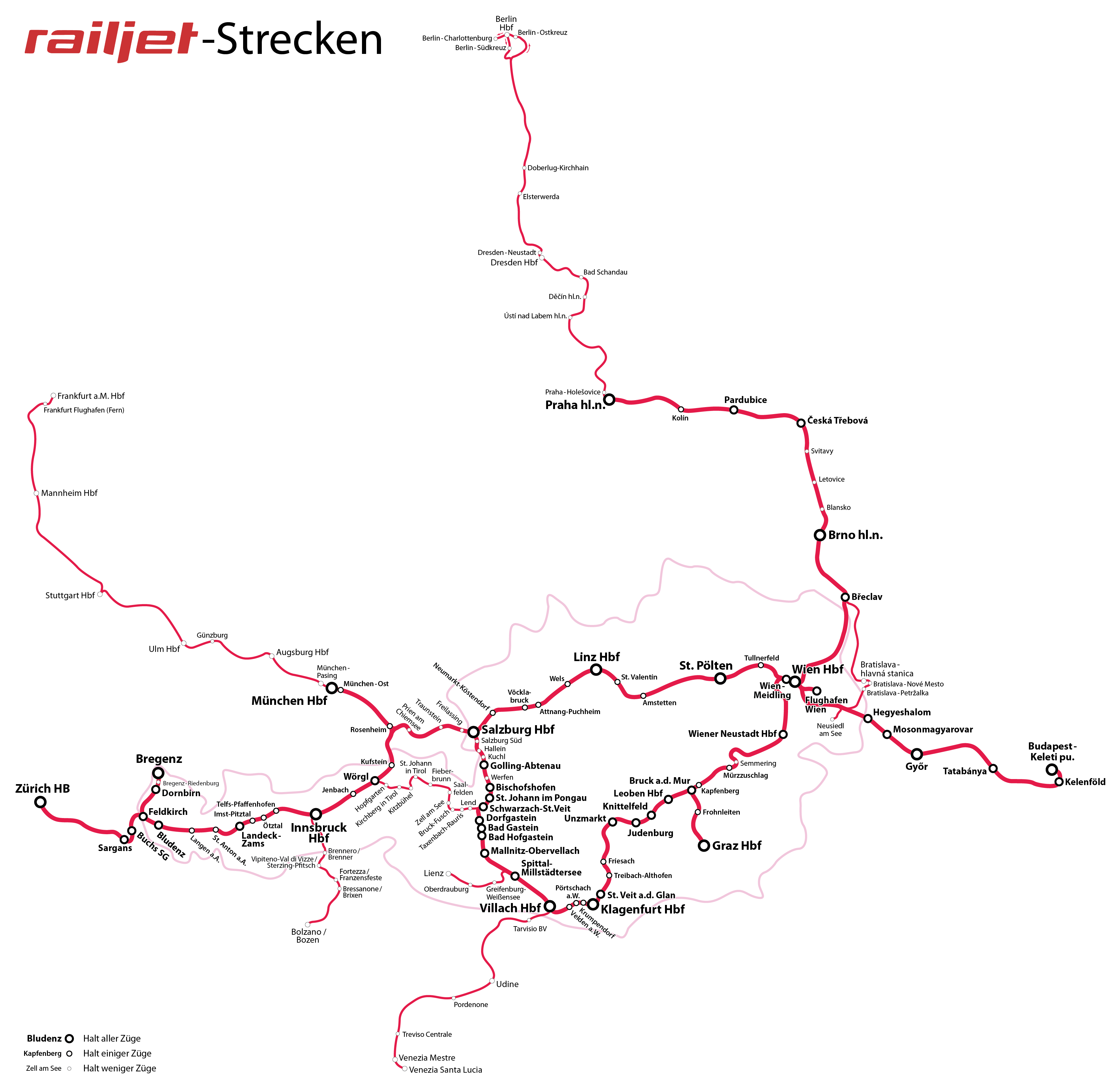
Schemat połączeń Railjet w Austrii
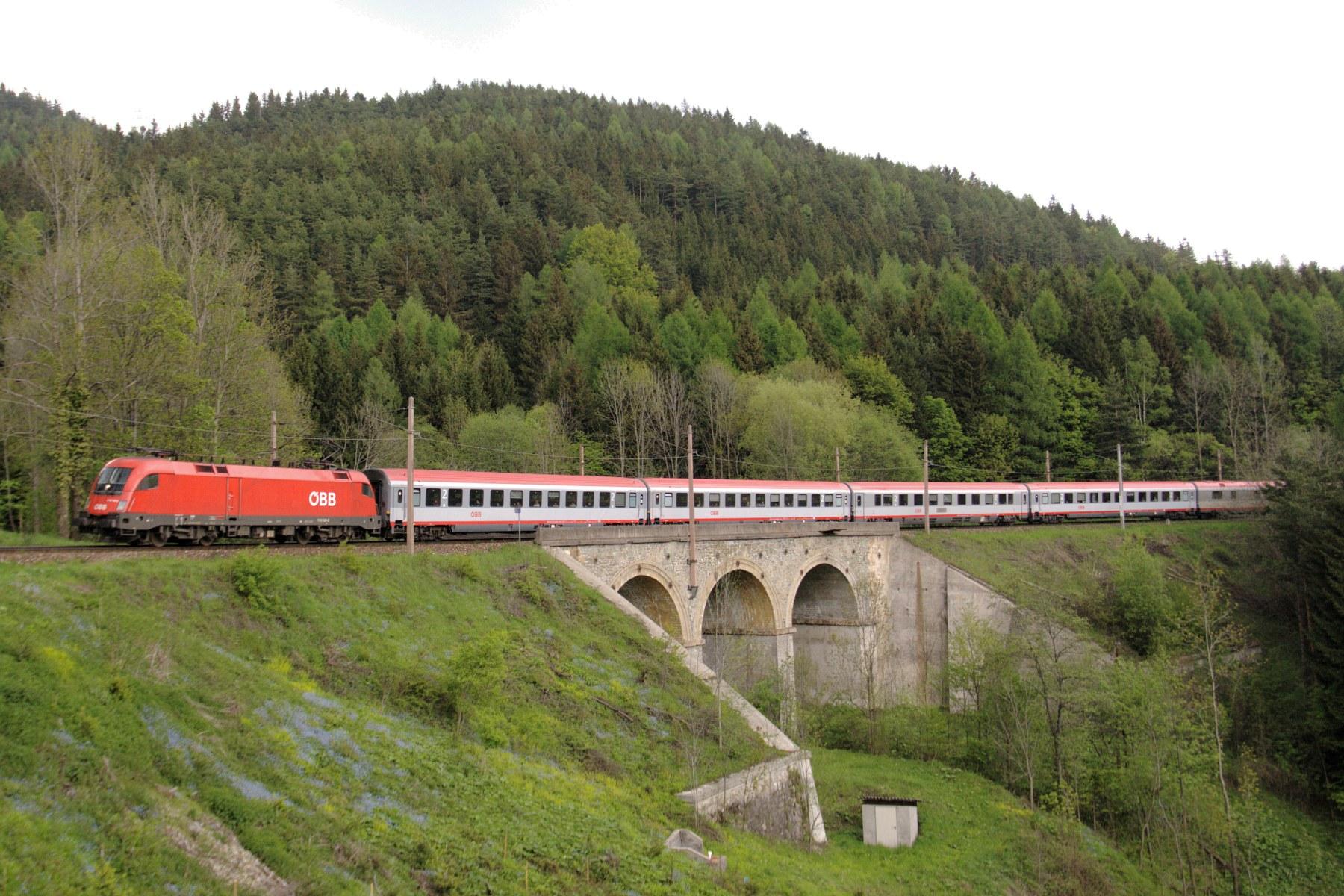
Pociąg InterCity
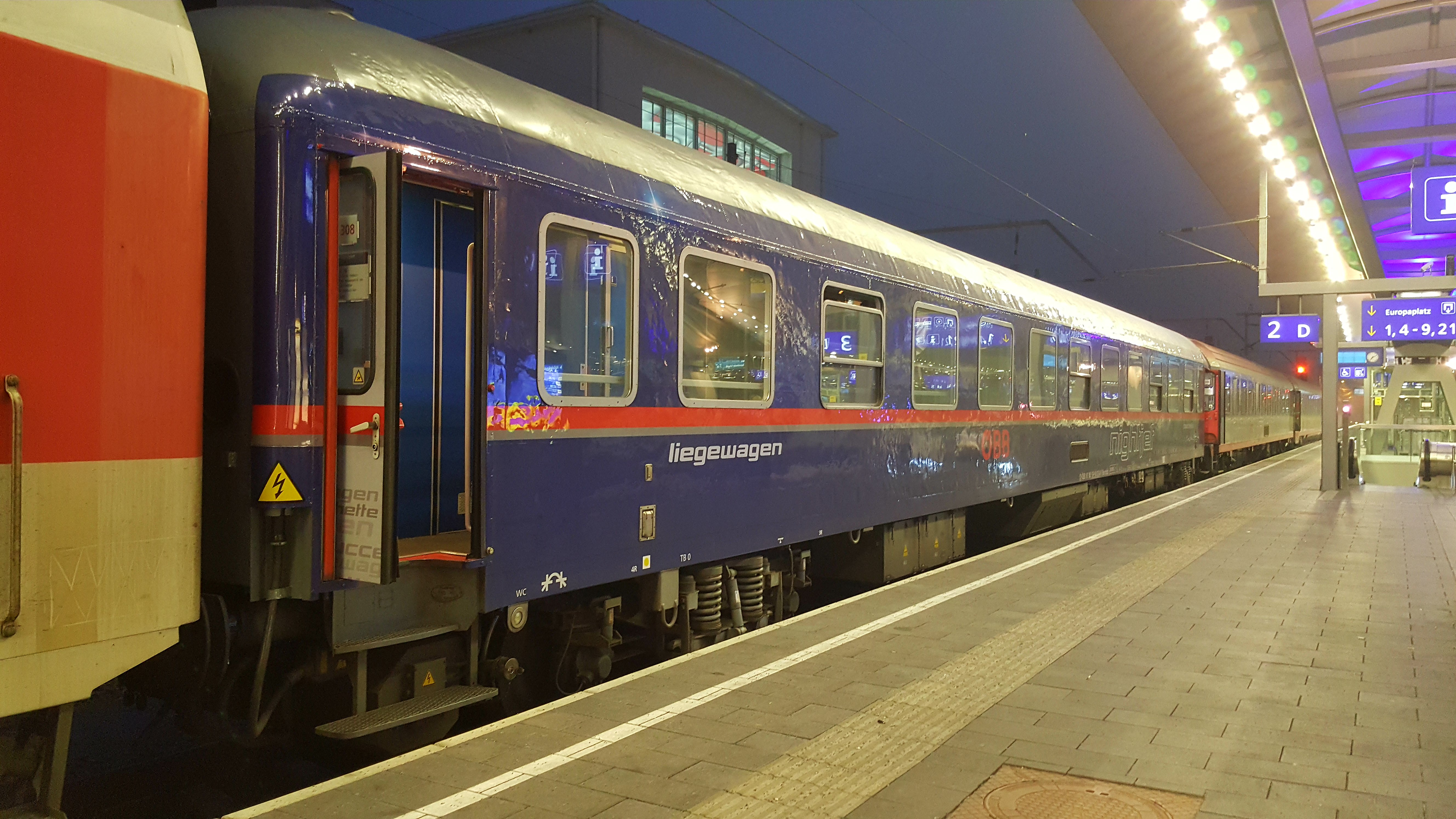
Skład pociągu Nightjet

### Pociągi regionalne i S-Bahn

#### RegionalExpress (REX)
RegionalExpress jest to marka pociągów obsługujących trasy pomiędzy dużymi miastami na niewielkie odległości. Pociągi nie zatrzymują się na wszystkich przystankach, mają jednak więcej stacji niż na trasach Railjet, czy też InterCity. Pociągi RegionalExpress są obsługiwane trzema typami pojazdów: Cityjet, CityShuttle oraz Talent. Cityjet są to składy o długości trzech członów nowej generacji wyprodukowane przez Siemens (typ Desiro ML) po 2015 roku. Pociągi CityShuttle, powoli zastępowane przez Cityjet, są to trójwagonowe składy typu push-pull. Osiągają prędkość konstrukcyjną 160 km/h. W pociągach REX znajduje się tylko 2. klasa, nie ma także wagonu barowego.

#### Regionalzug (R)
Pod marką Regionalzug uruchamiane są pociągi regionalne. Zazwyczaj zatrzymują się na wszystkich stacjach, znajduje się w nich tylko 2. klasa. Są one obsługiwane przez elektryczne lub spalinowe zespoły trakcyjne.

#### S-Bahn (S)
Pociągi S-Bahn są to pociągi kursujące na terenie największych miast i do okolicznych miejscowości. Są one obsługiwane elektrycznymi zespołami trakcyjnymi. Linie S-Bahn są numerowane, kursują w określonym takcie. W Austrii systemy S-Bahn działają w: Wiedniu, Salzburgu, Tyrolu, Styrii, Karyntii, Vorarlbergu i Górnej Austrii.

#### City Airport Train (CAT)
Pociągi City Airport Train są marką ekspresowych połączeń na trasie Wien Mitte – Flughafen Wien bez postojów, umożliwiając dojazd z centrum miasta na lotnisko Wien-Schwechat. Piętrowe składy push-pull w charakterystycznym zielono-szarym malowaniu kursują co 30 min, czas przejazdu wynosi 16 min. W skład pociągu wchodzi lokomotywa Siemens EuroSprinter oraz trzy piętrowe wagony serii Siemens 1016.

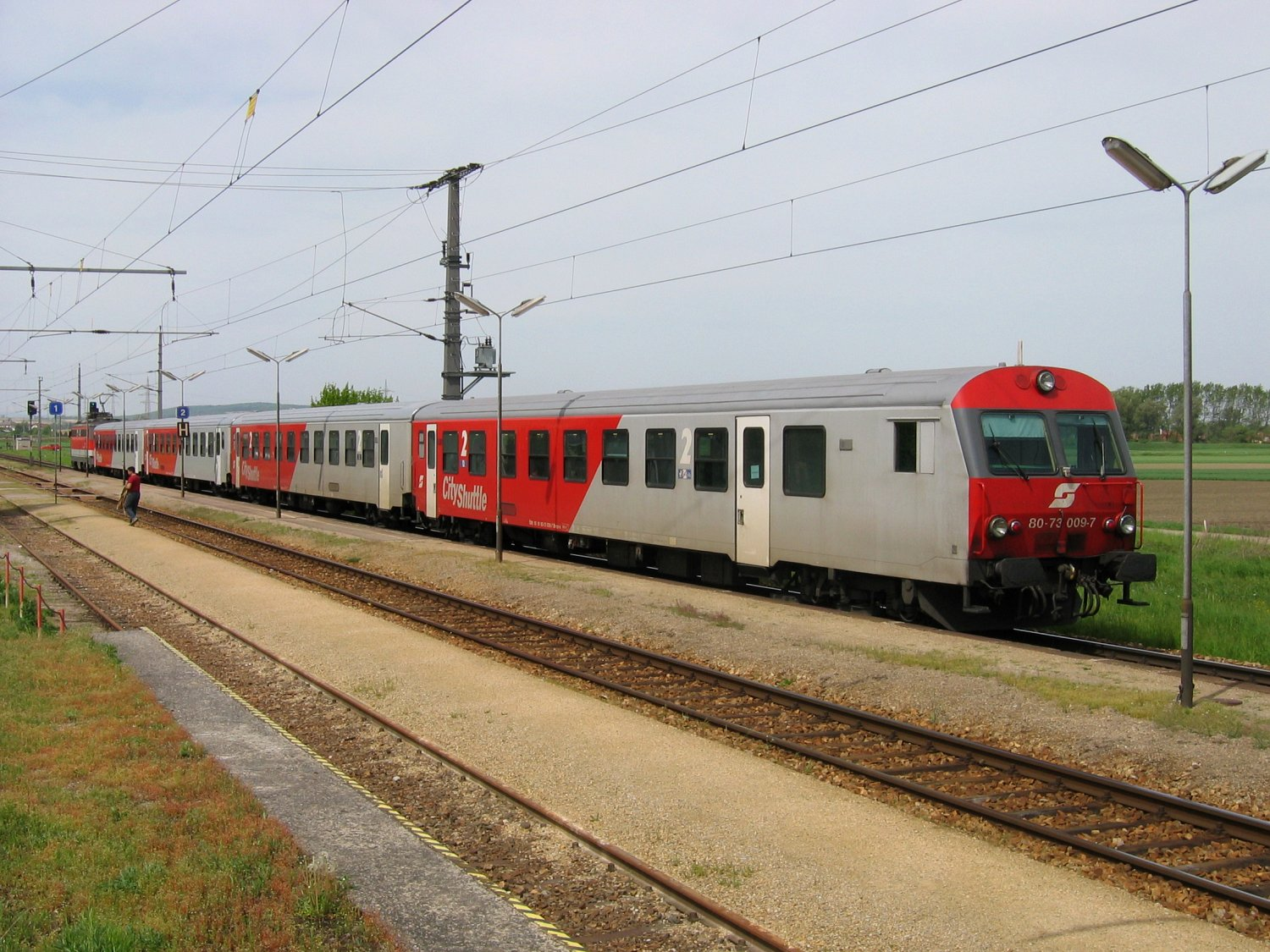
Pociąg CityShuttle
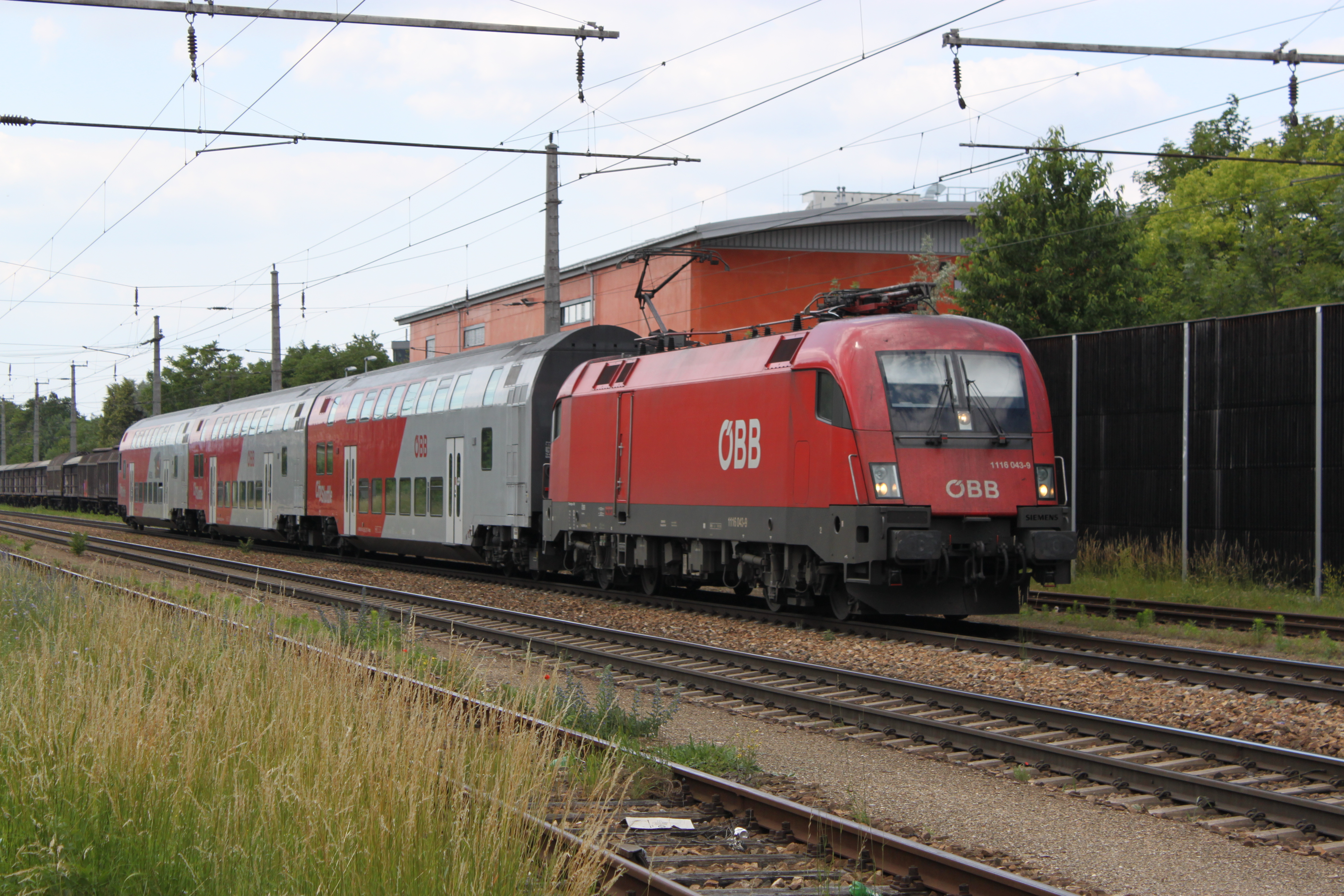
Piętrowy skład CityShuttle
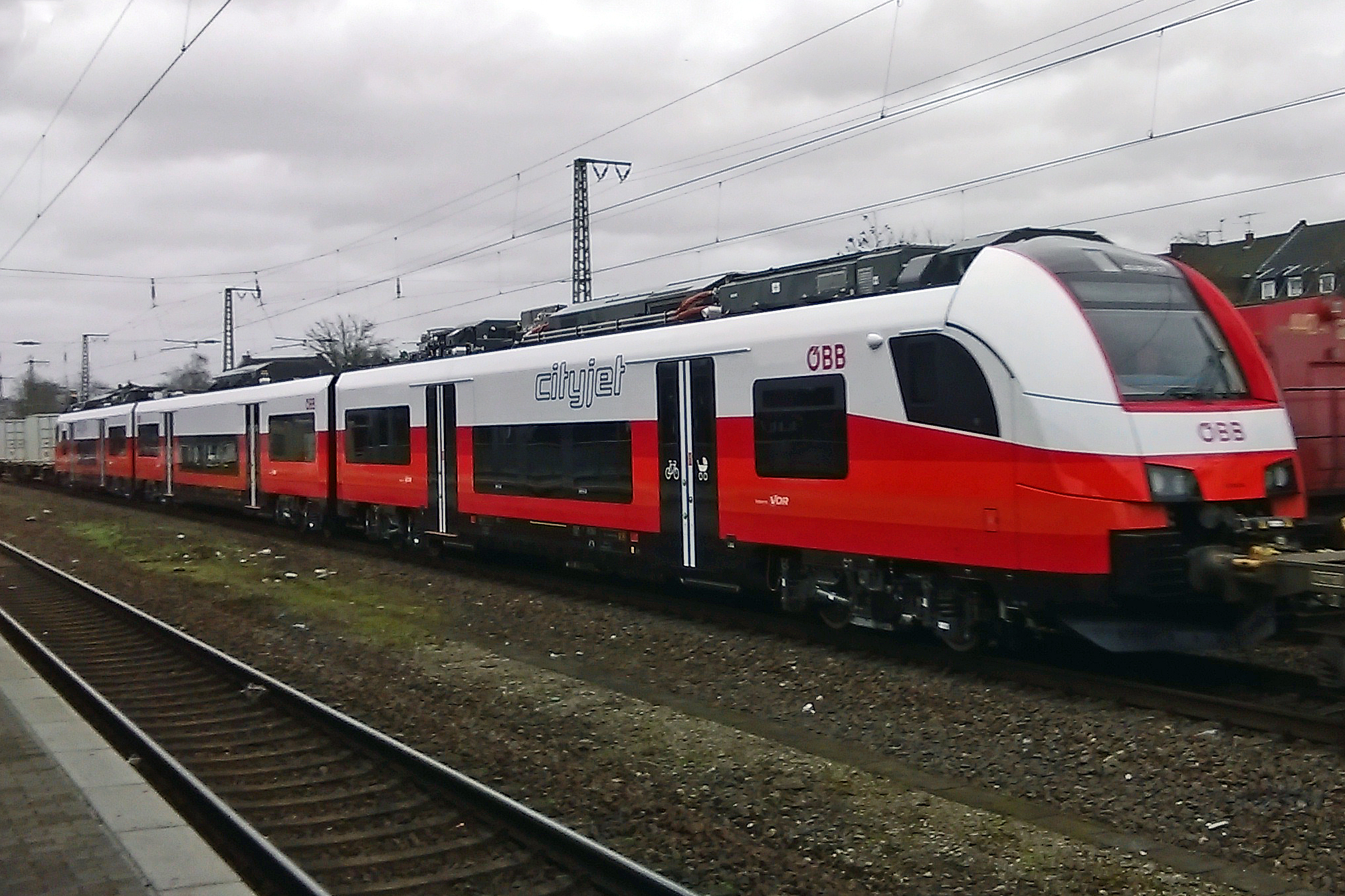
Skład Cityjet
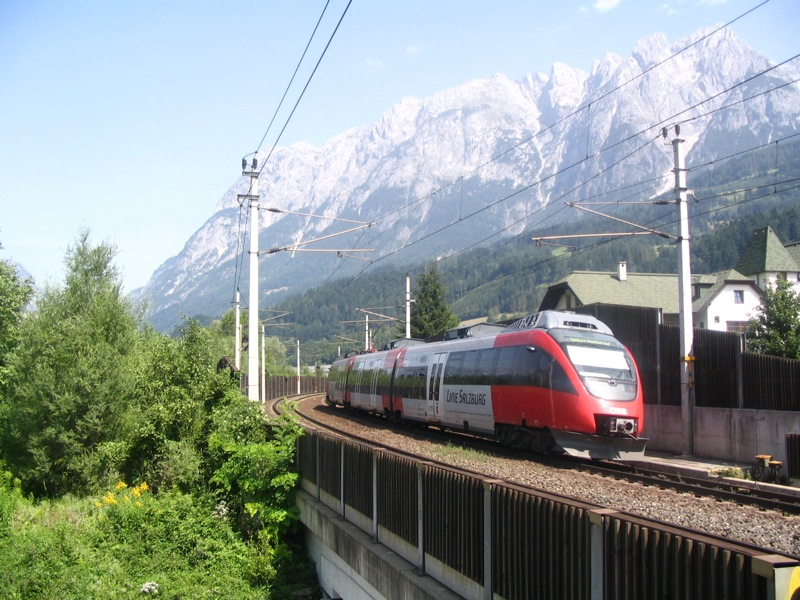
Bombardier Talent jako Regionalzug
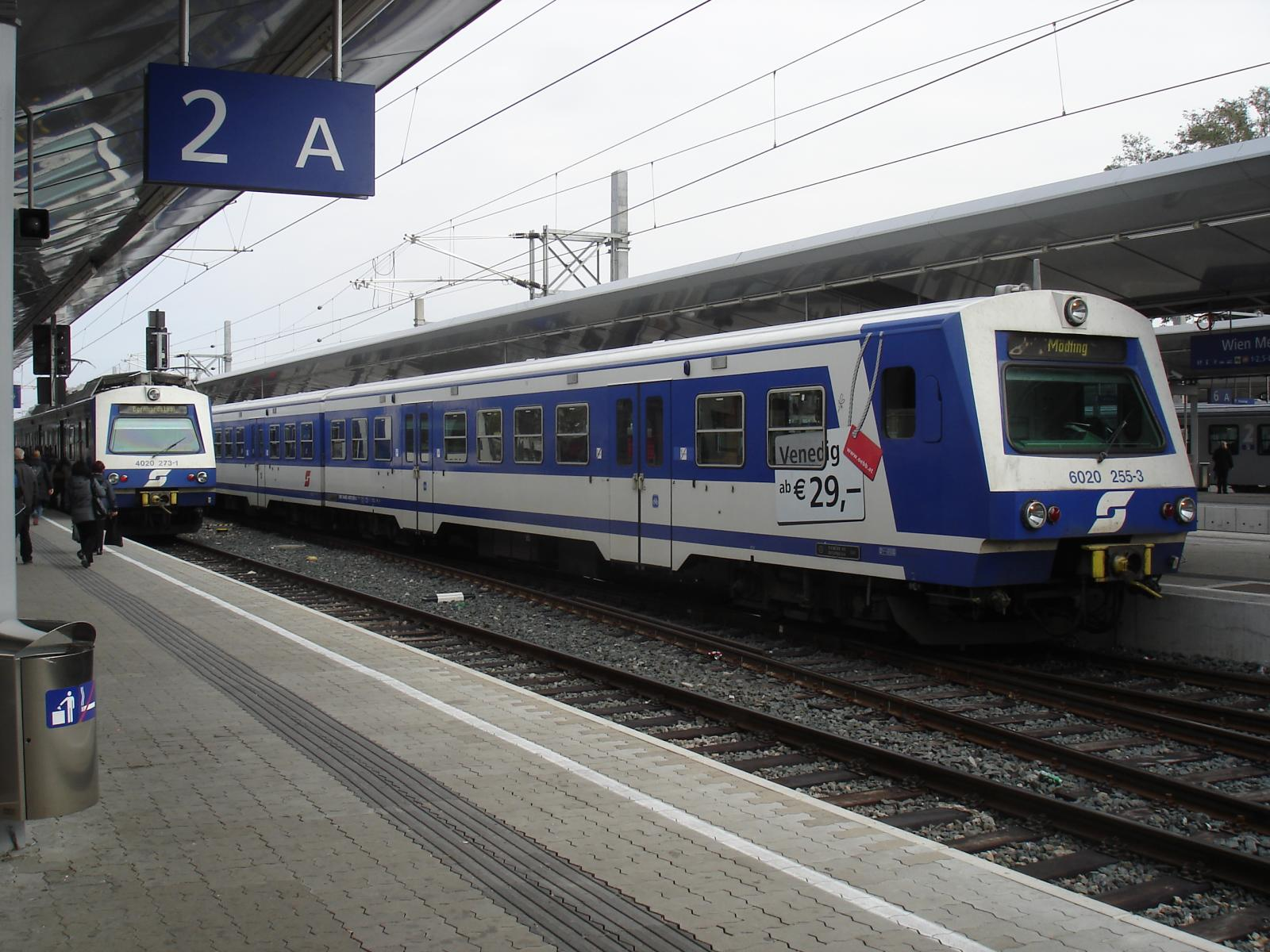
Pociąg wiedeńskiego S-Bahn
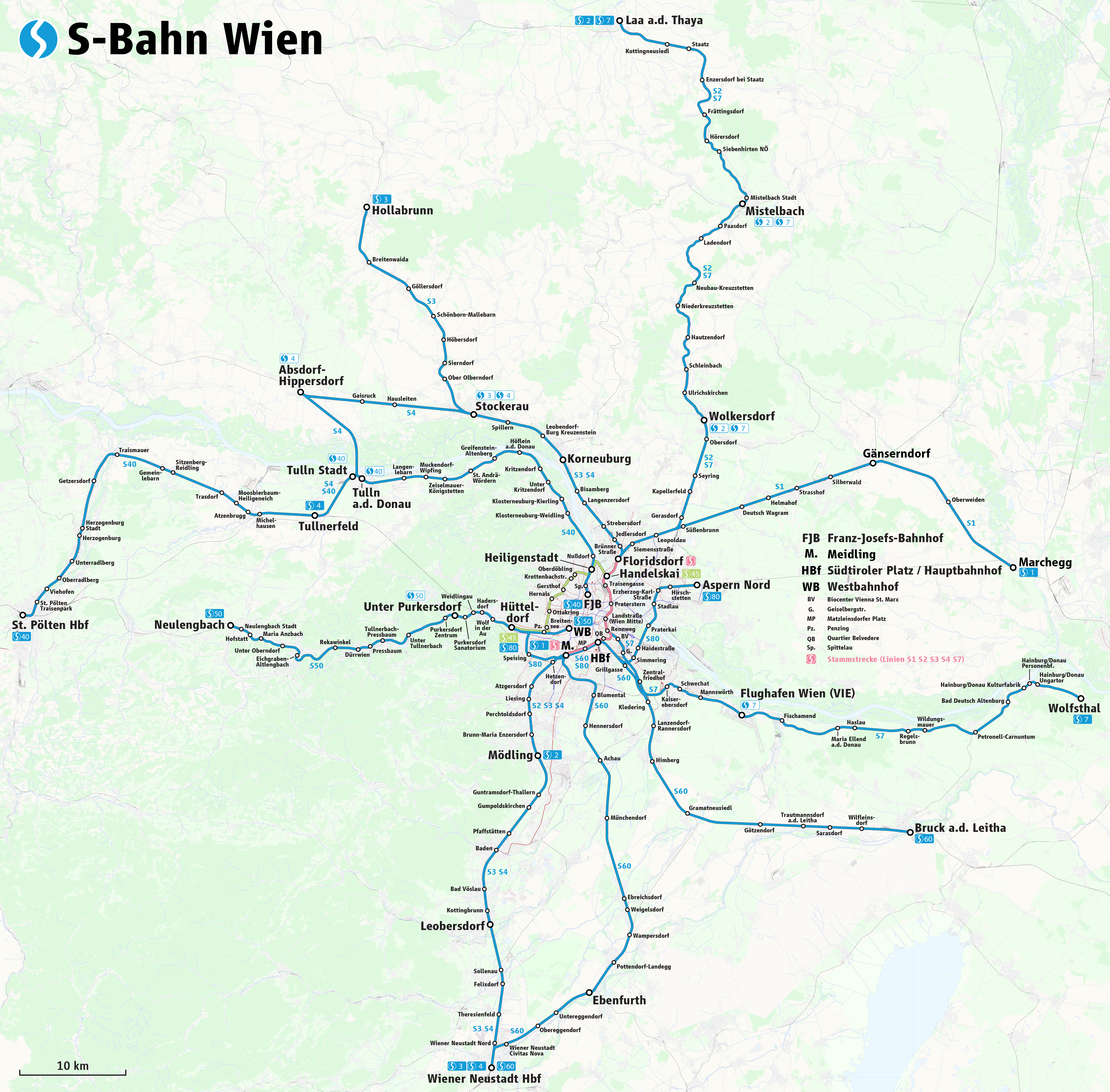
Schemat połączeń S-Bahn w Wiedniu
Symbol S-Bahn w Austrii
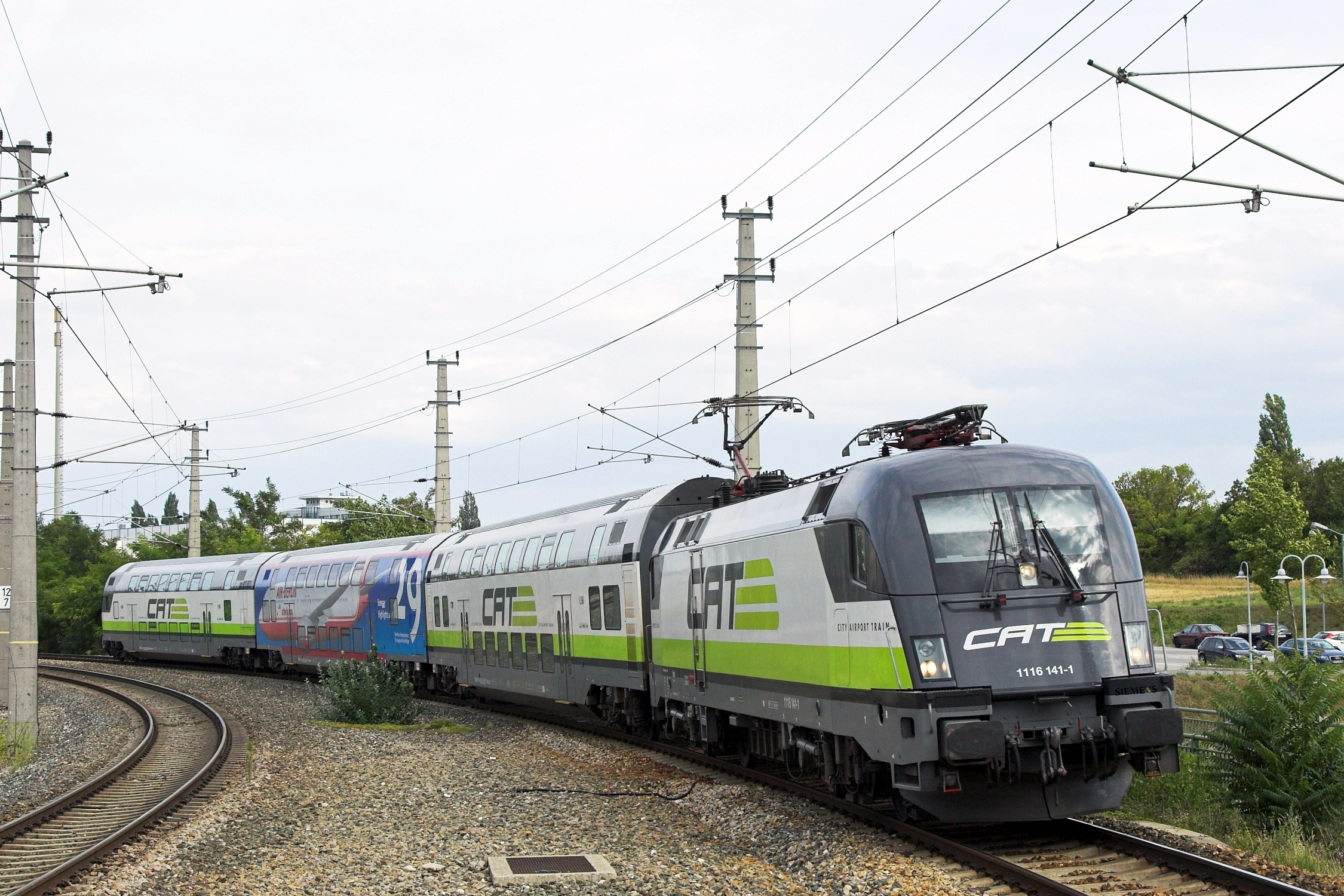
Pociąg City-Airport-Train

### Przewozy autobusowe

#### Postbus
Postbus jest największym przewoźnikiem autobusowym na terenie Austrii obsługującym linie regionalne i międzymiastowe. Do przewoźnika należy ok. 2100 autobusów, rocznie przewożą one 217 mln pasażerów. Postbus uruchamia też pod marką Vienna Airport Lines autobusy z centrum Wiednia do lotniska Schwechat obsługiwane autobusami Solaris Urbino 12 LE.

#### HELLÖ
HELLÖ jest marką dalekobieżnych połączeń autokarowych uruchamianych przez ÖBB od 2016 roku. W ramach marki kursują pomalowane na czarno autokary Mercedes-Benz Tourismo 17 RHD. Autokary te kursują na trasach międzynarodowych (m.in. na Węgry, do Włoch, Chorwacji, Bośni i Hercegowiny). W 2017 roku markę wykupił niemiecki przewoźnik FlixBus, a 28 autokarów we flocie przejął przewoźnik Blaguss.

#### Intercitybus (IC-BUS)
W 2007 roku uruchomione zostały przewozy autokarowe Intercitybus. Autobusy kursują na trasie Graz Hbf – Wolfsberg Bf – Klagenfurt Hbf 7 razy dziennie i na trasie Klagenfurt Hbf – Wenecja 5 razy dziennie. Trasę obsługują autokary Setra S431 DT. W autokarach, co jest dość nietypowe dla tego typu działalności, znajduje się podział na klasy: 1. (dolny pokład) i 2. (górny pokład).

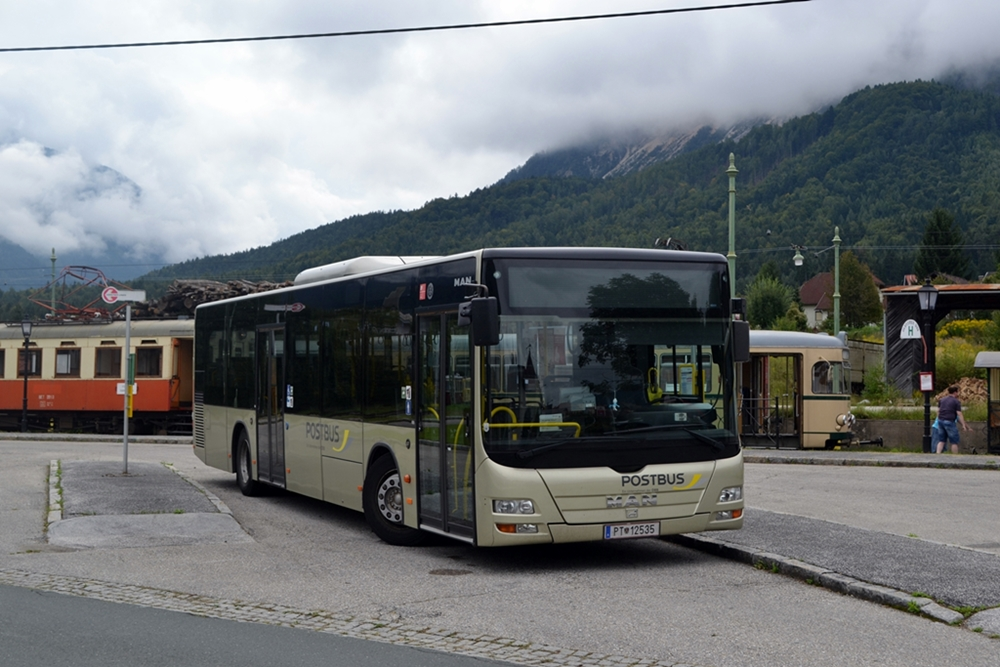
MAN Lion’s City w barwach Postbusu
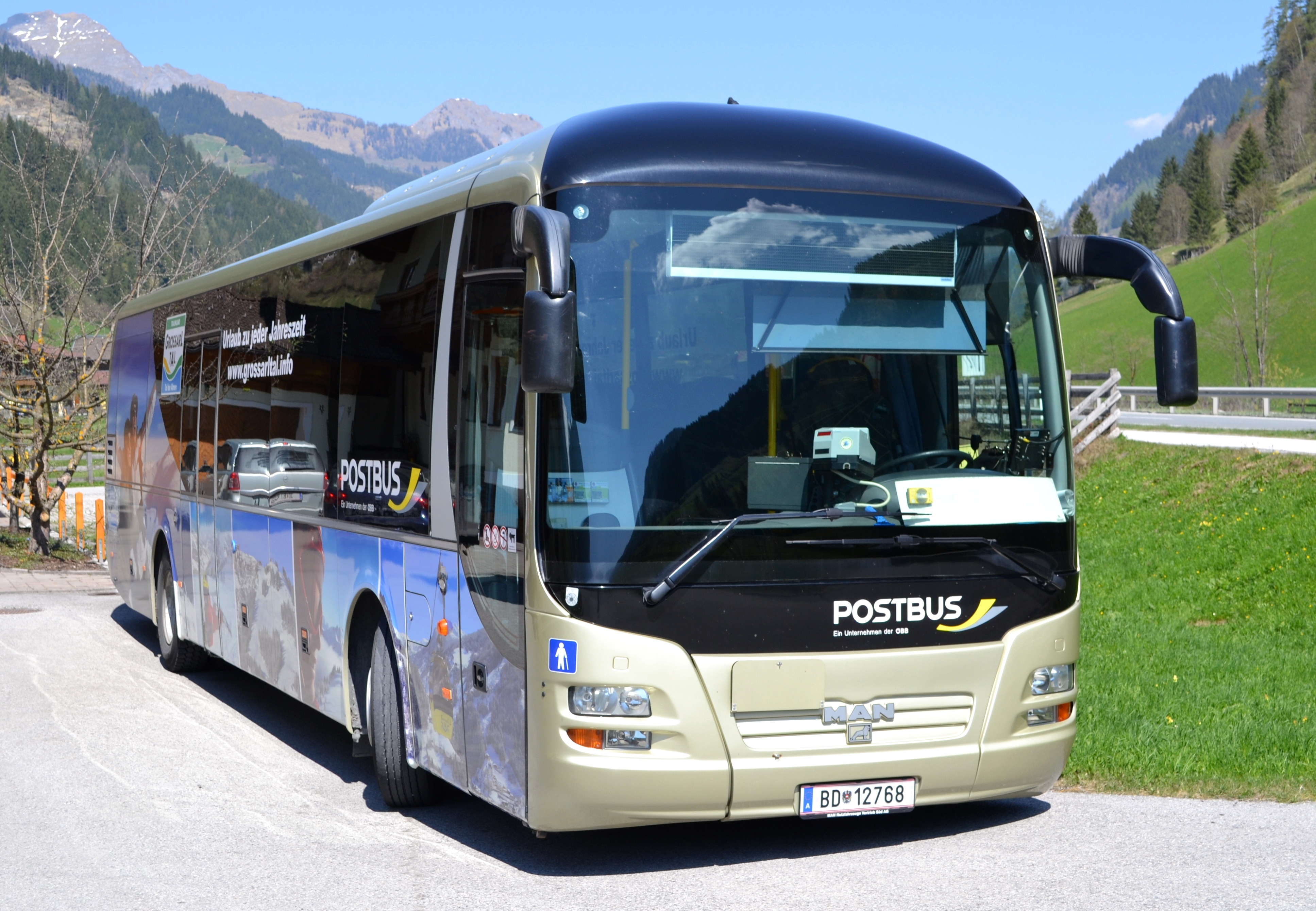
MAN Lion’s Regio jako Postbus
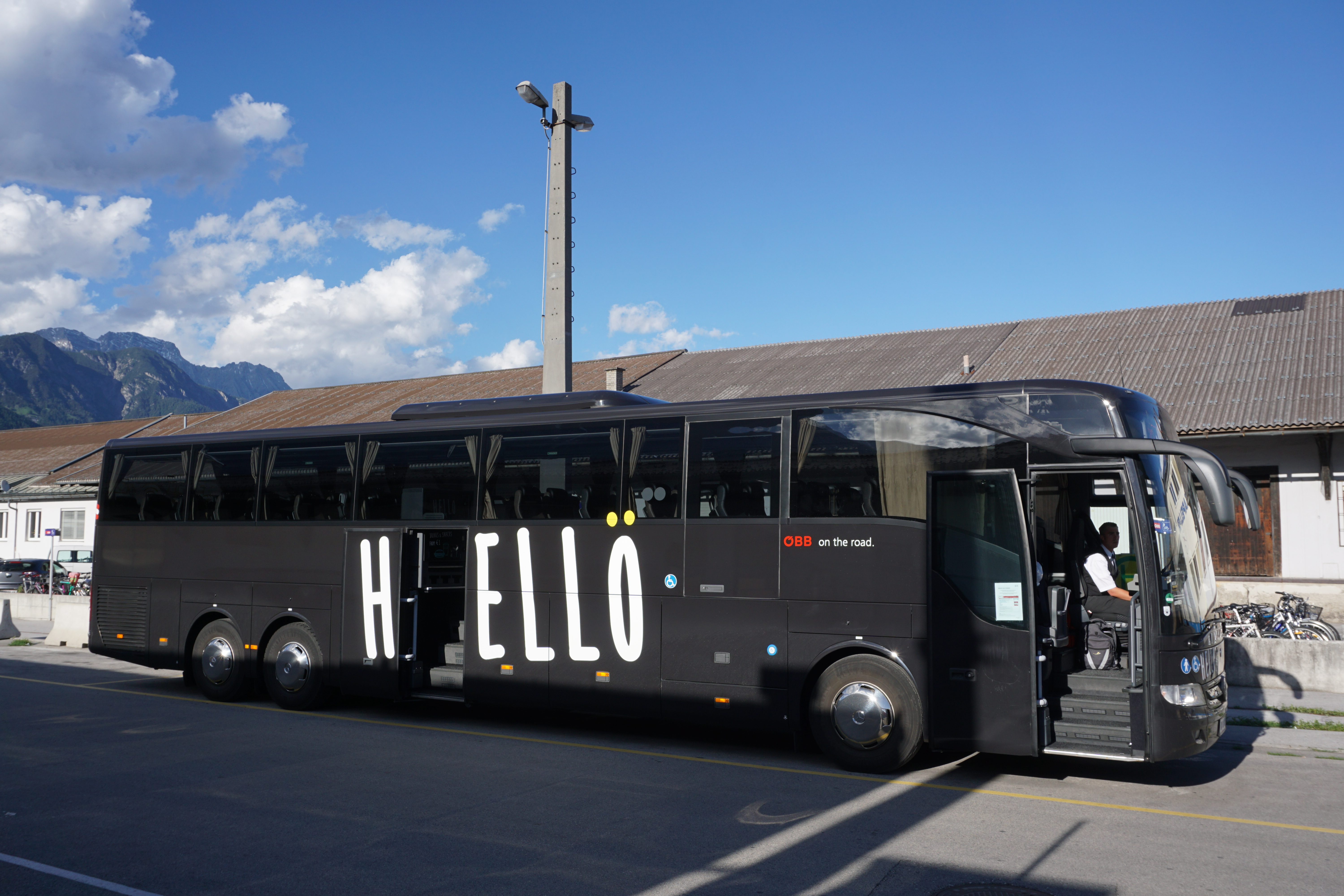
Autokar HELLÖ – Mercedes-Benz Tourismo 17 RHD
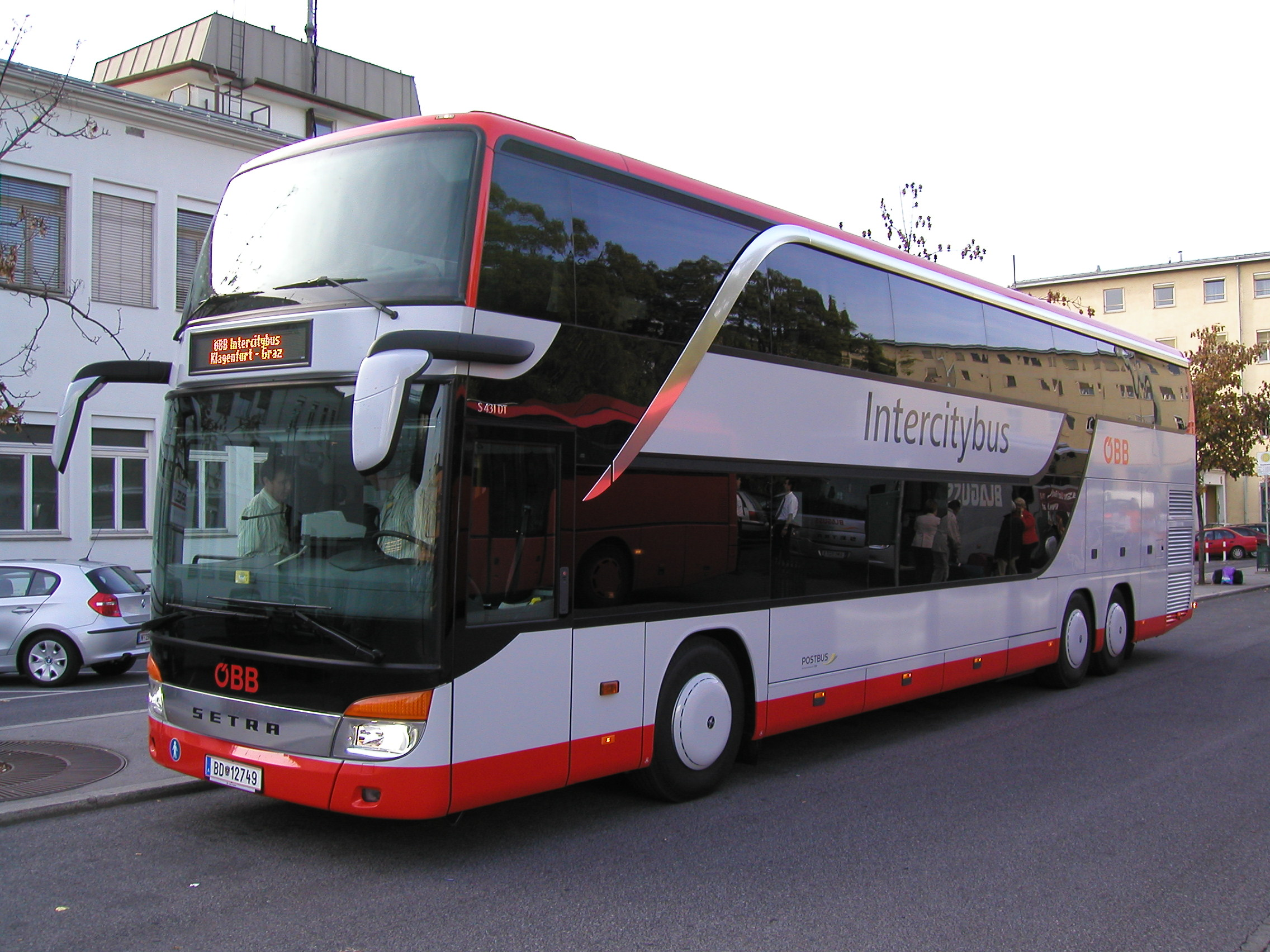
Intercitybus Graz – Klagenfurt (Setra S431 DT)

## Inne spółki kolejowe w Austrii

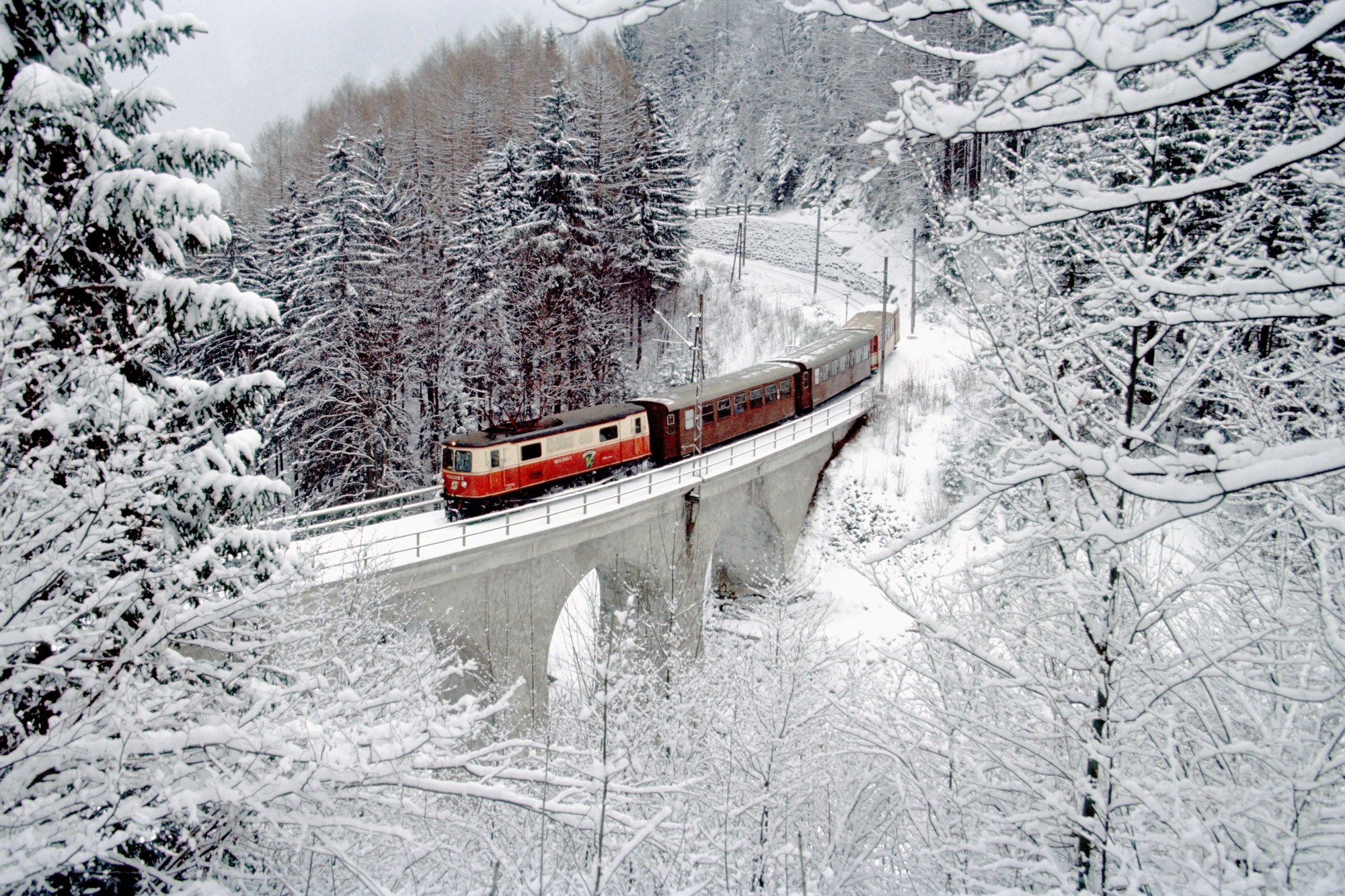
Zabytkowy skład Mariazellerbahn na trasie St. Pölten – Mariazell

Pozostałe spółki kolejowe działające na terenie Austrii:
- Achenseebahn(inne języki),
- Graz-Köflacher Eisenbahn(inne języki) (GKE),
- Montafonerbahn,
- Mariazellerbahn,
- Niederösterreichische Schneebergbahn,
- Raaberbahn(inne języki),
- Salzburger Lokalbahnen,
- Stern und Hafferl Holding,
- Steiermärkische Landesbahn(inne języki),
- Steiermarkbahn Transport und Logistik(inne języki),
- Südburgenländische Regionalbahn(inne języki),
- Wiener Lokalbahnen(inne języki) (WLB),
- Westbahn,
- Zillertalbahn(inne języki).